# Лане-Вирума
Љаене-Виру или Љаене-Вирума (ест. Lääne-Viru maakond) је округ у републици Естонији, у њеном северном делу. Управно средиште округа је град Раквере.

Љаене-Виру округ је приморски округ у Естонији са излазом на Балтик на северу. На истоку се округ се граничи са округом Ида-Виру, на југу са Јигева, на југозападу са округом Јарва и на западу са округом Харју.
Округ Љаене-Виру спада у веће округе у Естонији са 4,9% становништва земље.

## Урбана насеља
- Раквере
- Тапа
- Кунда
- Тамсалу